# 735年
| 千纪： | 1千纪                                                                                           |
| 世纪： | 7世纪 \| 8世纪 \| 9世纪                                                                         |
| 年代： | 700年代 \| 710年代 \| 720年代 \| 730年代 \| 740年代 \| 750年代 \| 760年代                       |
| 年份： | 730年 \| 731年 \| 732年 \| 733年 \| 734年 \| 735年 \| 736年 \| 737年 \| 738年 \| 739年 \| 740年 |
| 纪年： | 乙亥年（猪年）；唐（新罗）开元二十三年；日本天平七年、皇紀1395年；渤海国仁安十六年              |

## 出生
- 杜佑，中国唐代政治家、史学家
- 王武俊，唐代將領
- 西堂智藏，唐代著名禪師

## 逝世
- 司馬承禎，中国唐代道教宗師。
- 比德，英國盎格魯撒克遜時期編年史家及神學家。
- 皇甫德儀，唐玄宗嬪妃之一。